# Berghaus (Krenkingen)

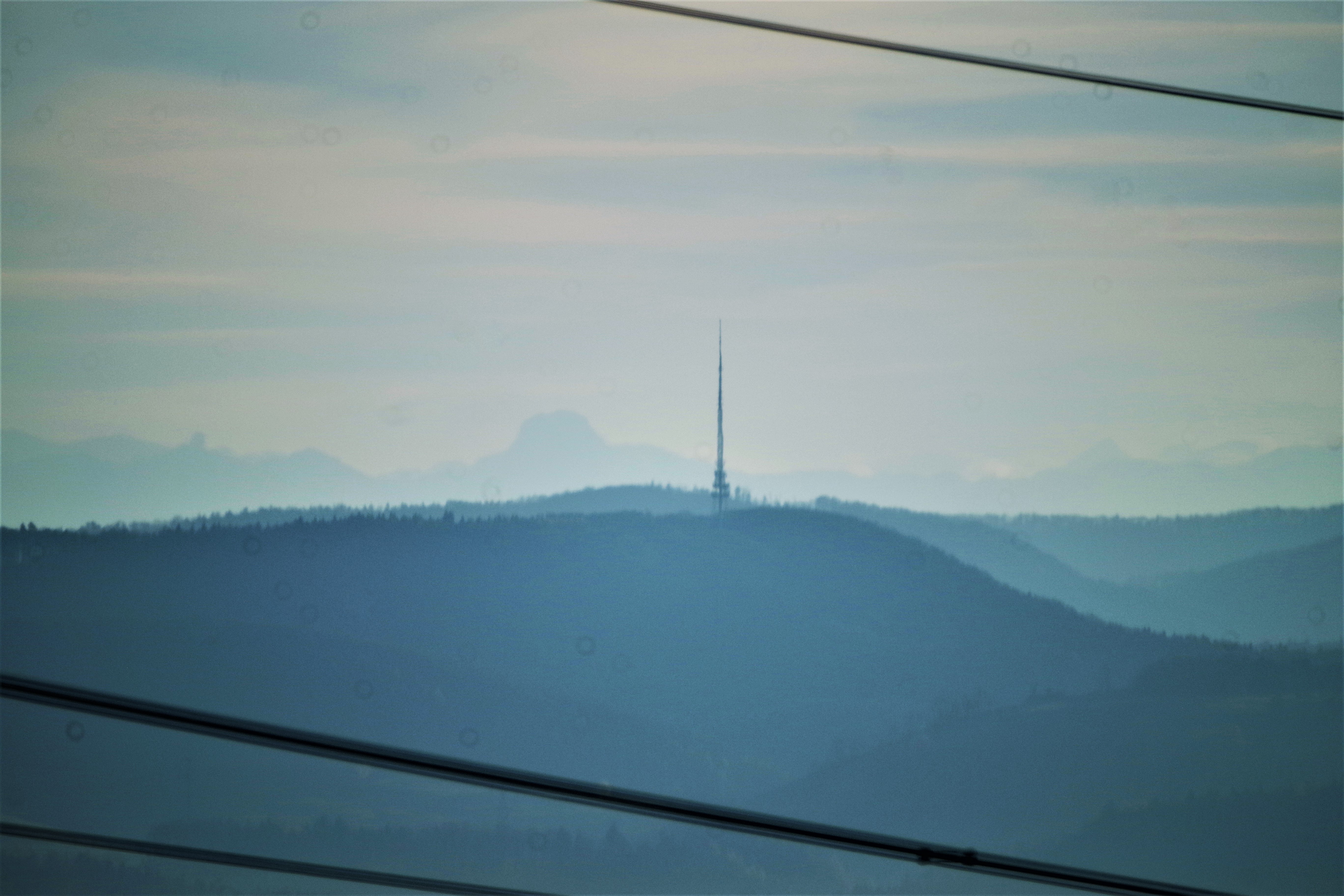
Ausblick beim Berghaus auf den Sendeturm Geissberg, im Hintergrund das Stockhorn und kaum zu erahnen der Mont Blanc

Berghaus, alemannisch Berghus, ist ein Weiler von Krenkingen im Landkreis Waldshut.
Der Weiler besteht aus dem Hofgut Berghaus und liegt im Südschwarzwald oberhalb von Tiengen an der Kreisstraße 6556 zwischen Aichen und Krenkingen auf 685 m. ü. M. Zum Hofgut gehört auch ein Gasthaus. Die Umgebung bietet besonders bei Föhn eine Fernsicht auf die Alpen. Auf dem Höhenzug aus Muschelkalk stehen Masten der Nord-Süd-Leitung.
Unterhalb des Weilers befindet sich das kleine Naturschutzgebiet Berghaus.

## Weblink
- Website Hofgut Berghaus

Koordinaten: 47° 41′ N, 8° 17′ O